# Hải Tây, Thanh Hải
Châu tự trị dân tộc Mông Cổ và Tạng Hải Tây (tiếng Trung: 海西蒙古族藏族自治州; Hán-Việt: Hải Tây Mông Cổ tộc Tạng tộc Tự trị châu; tiếng Mông Cổ: ; tiếng Tạng tiêu chuẩn: མཚོ་ནུབ་སོག་རིགས་ཆ་བོད་རིགས་རང་སྐྱོང་ཁུལ་), địa phương còn được gọi là Châu Qaidam (tiếng Mông Cổ: ᠺᠠᠶᠢᠳᠠᠮ; tiếng Tạng tiêu chuẩn: Caindam; giản thể: 柴达木州; phồn thể: 柴達木州; bính âm: Cháidámù Zhōu), là một châu tự trị chiếm phần lớn tầng phía bắc cũng như một phần phía tây nam của tỉnh Thanh Hải, Cộng hòa Nhân dân Trung Hoa. Châu này có diện tích 300.854km2 và dân số 509.100 người (2015). Đây cũng là đơn vị hành chính cấp địa khu có diện tích lớn nhất của tỉnh, chiếm hơn 40% diện tích tự nhiên của toàn tỉnh Thanh Hải. Địa giới hành chính: giáp các châu tự trị Hải Bắc, Hải Nam, Golog, Ngọc Thụ cùng tỉnh, Trương Dịch và Tửu Tuyền của tỉnh Cam Túc, Bayingolin của Tân Cương và Nagqu của Khu tự trị Tây Tạng. Cái tên của châu này có nghĩa là "phía tây của Hồ (Thanh Hải)
Núi Geladandong, nguồn của sông Dương Tử, nằm ở đây.

## Lịch sử
Sau năm 1949, chính phủ nhân dân của huyện Đô Lan được thành lập và khu vực đó đã đổi tên thành "Khu tự trị Đô Lan" (都兰自治区); vào năm 1954, Đô Lan đổi tên thành "Khu tự trị dân tộc Mông Cổ, Tạng và Kazakh Hải Tây" (海西蒙藏哈萨克族自治区) và vào năm 1955, "Châu tự trị dân tộc Mông Cổ và Kazakh Hải Tây" (海西蒙藏哈萨克族自治州). Vào năm 1963, nó được đổi tên thành "Châu tự trị dân tộc Mông Cổ, Tạng và Kazakh Hải Tây" (海西蒙古族藏族哈萨克族自治州) (với "Tiếng Tạng" đã thêm tới tên của huyện chính thức). Vào năm 1985, sau khi người Kazakh về lại Tân Cương, nó đổi tên lại thành "Châu tự trị dân tộc Mông Cổ và Tạng Hải Tây".

## Nhân khẩu
Theo điều tra dân số năm 2017, Hải Tây có 515.200 dân
| Dân tộc    | Dân số  | Chiếm tỉ lệ |
| ---------- | ------- | ----------- |
| Hán        | 322,996 | 66.01%      |
| Tạng       | 53,498  | 10.93%      |
| Hồi        | 65,828  | 13.45%      |
| Mông       | 27,043  | 5.53%       |
| Thổ        | 9,952   | 2.03%       |
| Salar      | 4,665   | 0.95%       |
| Đông Hương | 2,734   | 0.56%       |
| Mãn        | 684     | 0.14%       |
| Thổ Gia    | 346     | 0.07%       |
| Kazakh     | 525     | 0.11%       |
| Khác       | 1066    | 0.22%       |

## Các đơn vị hành chính
Châu tự trị Hải Tây quản lý các đơn vị thị hạt khu (quận nội thành) và các huyện:

### Cácquận nội thành
Không có quận nội thành

### Cácthành phố cấp huyện
- Đức Linh Cáp (德令哈市) (thủ phủ)
- Golmud (Cách Nhĩ Mộc) (格尔木市)
- Mang Nhai (芒崖市) (thành lập tháng 7/2018 trên cơ sở sáp nhập 2 khu hành chính Mang Nhai và Lãnh Hồ)

### Khu hành chính
- Đại Sài Đán (大柴旦行政区)

### Cáchuyện
- Ulan (Ô Lan) (乌兰县)
- Đô Lan (都兰县)
- Thiên Tuấn (天峻县)